# Madison (Alabama)
Madison è un comune degli Stati Uniti d'America situato nelle contee di Madison, Limestone dello Stato dell'Alabama.